# Dubrava (Ivanjica)
Pour les articles homonymes, voir Dubrava et Dubrave.
Dubrava (en serbe cyrillique : Дубрава) est une localité de Serbie située dans la municipalité d’Ivanjica, district de Moravica. Au recensement de 2011, elle comptait 1 692 habitants.
Dubrava, officiellement classée parmi les villages de Serbie, est située sur les bords de la Golijska Moravica.

## Démographie

### Évolution historique de la population
| 1948  | 1953  | 1961  | 1971  | 1981  | 1991  | 2002  | 2011  |
| ----- | ----- | ----- | ----- | ----- | ----- | ----- | ----- |
| 1 882 | 1 699 | 1 621 | 1 550 | 1 770 | 1 901 | 1 839 | 1 692 |

|  |